# Мирів
Мирів — місто слов'янського племені уличів (угличів), це плем'я пізніше взяло активну участь в етногенезі українців. Місто знаходилося на території Немирівського городища. На думку деяких дослідників існувало з середини 5 століття по 1260 рік коли було зруйноване під час монгольської навали. У 14 столітті в 4 кілометрах від Мирова виникло місто із пов'язаною назвою Немирів.
Щодо походження назви Мирів існують такі версії:
- Від того, що місто було одним із найпівнічніших міст уличів (одразу на північ починались землі тиверців і полян), і тому рідше за всіх піддавалося нападам кочівників з південних степів, та ще й мало потужні оборонні споруди, зокрема широковідомі вали Немирівського городища, що забезпечували його безпеку. Тому логічно, що це місто мало репутацію мирного міста.
- Від великої кількості мало заможних мешканців «мирів», що, за припущенням, жили в місті.